# تشی تیغ‌کلفت
تشی تیغ‌کلفت (نام علمی: Hystrix crassispinis) نام یک گونه از سرده تشی است.